# Satakunda fängelse
Satakunda fängelse är en öppen anstalt som tillhör Västra Finlands brottpåföljdsområde. Det består av två sektioner, som är i Kjulo och Vittis. 
Det finns tillsammans plats för 177 fångar. Där finns också bland annat en metallverkstad.